# De Palma (film)
Pour plus de détails, voir Fiche technique et Distribution.
De Palma est un film documentaire américain réalisé par Noah Baumbach et Jake Paltrow, sorti en 2015.
Présenté hors compétition lors de la Mostra de Venise 2015, il retrace la carrière du réalisateur et scénariste Brian De Palma, qui relate face caméra de nombreuses anecdotes sur le tournage de ses films.

## Synopsis
Face caméra, Brian De Palma revient chronologiquement sur sa filmographie, de ses premiers courts métrages d'étudiant à Redacted (2007). Avec des anecdotes et du recul, il commente chaque film, les échecs et les succès. Il revient aussi brièvement sur ses relations avec l'actrice Nancy Allen puis la productrice Gale Anne Hurd. Il évoque également sa famille, son amitié avec Steven Spielberg, Martin Scorsese, Francis Ford Coppola et George Lucas ainsi que sa collaboration avec les compositeurs Bernard Herrmann et Pino Donaggio.

## Fiche technique
Sauf indication contraire, les informations mentionnées dans cette section peuvent être confirmées par la base de données cinématographiques IMDb,  présente dans la section « Liens externes ».
- Réalisation : Noah Baumbach et Jake Paltrow
- Photographie : Jake Paltrow
- Montage : Matt Mayer et Lauren Minnerath
- Production : Noah Baumbach et Jake Paltrow

Producteurs délégués : Joseph Bachor, Eli Bush et Scott Rudin
Producteur associé : Eliel Ford
- Société de production : Empire Ward Pictures
- Distribution : A24 (Etats-Unis), KinoVista (France)
- Langue originale : anglais
- Format : couleur - 1.85:1
- Durée : 110 minutes
- Dates de sortie[4] :

 Italie : 9 septembre 2015 (avant-première à la Mostra de Venise 2015 - hors compétition)
 États-Unis : 10 juin 2016 (sortie limitée en salles)
 France : 26 mars 2017 (diffusion sur Arte)

## Distribution
- Brian De Palma : lui-même

Images d'archives (liste non exhaustive)
- Robert De Niro
- Steven Spielberg
- Martin Scorsese
- Francis Ford Coppola
- George Lucas
- Bernard Herrmann
- Pino Donaggio
- Nancy Allen
- Oliver Stone
- John Travolta
- David Koepp
- Paul Williams
- William Finley

## Production
Noah Baumbach et Jake Paltrow filment Brian De Palma pendant une semaine en 2010. Le réalisateur porte ainsi les mêmes vêtements chaque jour pour la continuité des séquences.

## Accueil
Sur l'agrégateur américain Rotten Tomatoes, De Palma obtient 94% d'opinions favorables pour 107 critiques et une note moyenne de 8⁄10. Sur Metacritic, il obtient une note moyenne de 83⁄100 pour 31 critiques.
Le film sort en salles dans quelques pays. Il rapporte notamment 165 237 $ aux États-Unis.